# Circus Mircus
Circ Mircus és un banda de rock progressiu georgiana, actualment composta per tres membres. La banda majoritàriament toca música experimental i barreja gèneres nombrosos, els quals representen una experiència de vida i el "món interior" de cada membre. Aquests representaran Geòrgia al Festival de la Cançó d'Eurovisió 2022.
La banda va ser formada al final de 2020 a Tbilisi, quan tres membres d'una acadèmia de circ local van esdevenir amics i van deixar l'acadèmia per començar la seva banda pròpia. Segons un membre del grup, els tres "no eren prou bons, [érem] probablement els pitjors de la companyia, [i] és per això que vam esdevenir amics." El 14 de novembre de 2021, la Radiodifusió Pública de Geòrgia va anunciar que el grup havia estat internament seleccionat per representar el país al Festival d'Eurovisió 2022 a Torí, Itàlia.